# Amphineurus gracilisentis
Amphineurus gracilisentis är en tvåvingeart som beskrevs av Alexander 1922. Amphineurus gracilisentis ingår i släktet Amphineurus och familjen småharkrankar. Inga underarter finns listade i Catalogue of Life.